# Kościół San Sebastiano w Wenecji

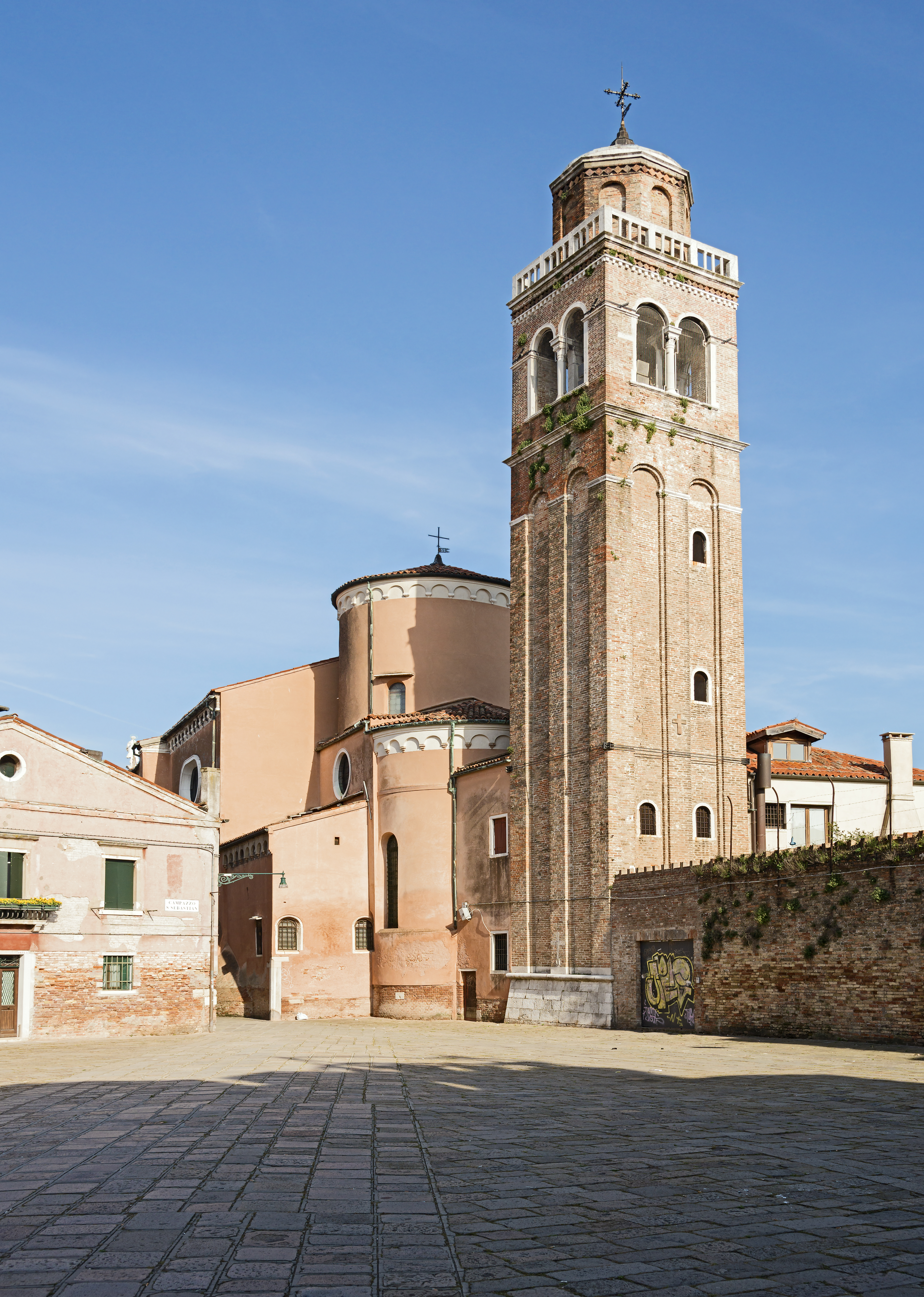
Kampanila i apsyda kościoła

Kościół San Sebastiano (pol. Kościół św. Sebastiana) – rzymskokatolicki kościół w Wenecji w dzielnicy (sestiere) Dorsoduro). Administracyjnie należy do Patriarchatu Wenecji. Ma status kościoła wikarialnego w parafii San Raffaele Arcangelo, wchodzącej w skład wikariatu San Polo - Santa Croce - Dorsoduro. Jest pod wezwaniem św. Sebastiana Męczennika.
Kościół San Sebastiano jest znany przede wszystkim dzięki imponującym malowidłom Paola Veronese, zdobiącym jego ściany i sklepienia; z tego względu bywa nazywany „świątynią” Veronese.

## Historia

### Poprzednie kościoły
Pierwszym kościołem w tym miejscu była kaplica Santa Maria Assunta, założona w 1396 roku przez Hieronimitów. W latach 1455–1468 została zastąpiona przez większy kościół, również pod wezwaniem Maryi, ale także św. Sebastiana w podzięce za jego wstawiennictwo za uwolnienie miejscowej ludności od zarazy w 1464 roku. Oboje świętych zostało przedstawionych w dekoracji kościoła.

### Obecny kościół
Budowę obecnego kościoła i klasztoru z jego fasadą wychodzącą pierwotnie na Campazzo San Sebastiano (według mapy De Barbariego z 1500 roku), a obecnie na kanał Rio de San Sebastian, zrealizował w latach 1506–1548 Antonio Abbondi, znany jako Scarpagnino. Fasada kościoła została wyłożona kamieniem z Istrii. W 1562 roku miała miejsce jego druga konsekracja. W latach 1555–1581 na zlecenie przeora Bernarda Torlioniego ściany i sklepienie kościoła pokrył malowidłami Paolo Veronese. Według popularnej lokalnej legendy, Veronese miał znaleźć schronienie w kościele San Sebastiano w 1555 roku po ucieczce z Werony przed zarzutem morderstwa. Wykonane przez niego prace w kościele stały się wyrazem jego wdzięczności dla parafii i powodem do zawiści w oczach jego oskarżycieli. Po śmierci Veronese został w kościele San Sebastiano pochowany.
Malowidła, mające w zamyśle zleceniodawcy stanowić alegorię triumfu wiary nad herezją, Veronese wykonał w trzech etapach: w pierwszym, zrealizowanym w latach 1555–1556, udekorował strop zakrystii scenami ze Starego Testamentu, po czym wykonał kompleksową dekorację kasetonowego stropu kościoła, inspirowaną Księgą Estery. W drugim etapie, zrealizowanym pomiędzy 1558 a 1559 rokiem artysta namalował freski zdobiące szczytową część nawy (Ojcowie Kościoła, prorocy, Sybille i figury biblijne), prezbiterium (epizody z życia Świętego Sebastiana) oraz malowidła zdobiące drzwiczki prospektu organowego i jego parapet (Ofiarowanie Pańskie, Sadzawka Owcza i Narodzenie Pańskie). W ostatnim etapie, zrealizowanym w latach 1565–1570, namalował dużych rozmiarów płótno do ołtarza, przedstawiające Matkę Boską w glorii ze świętymi, oraz dwa obrazy zdobiące ściany boczne prezbiterium, przedstawiające Świętych Marka i Marcelego prowadzonych na śmierć męczeńską oraz Męczeństwo Świętego Sebastiana. Ostatnim obrazem był namalowany w 1581 roku Chrystus na krzyżu z Maryjami i Świętym Janem Chrzcicielem. Wykonane malowidła reprezentują typowy dla Veronese styl, są bogate w kolory i pełne światła oraz wystawnych ubiorów. Zestaw malowideł nadał wnętrzu świątyni jednolity, monumentalny charakter. Nowe formy, wypełniające jej przestrzeń, stworzyły spektakularny efekt i wrażenie odległej głębi. Artysta stworzył dzieło innowacyjne i jedyne w swoim rodzaju, które stało się bodźcem i przykładem. Malowidła Veronese wzbudziły ogromne zainteresowanie od momentu ich wykonania, były podziwiane przez tłumy zwiedzających i kopiowane przez wielu artystów i studentów Accademia Veneziana.
Po śmierci w 1588 roku Veronese został w kościele San Sebastiano pochowany; jego grobowiec znajduje się w posadzce, naprzeciwko kaplicy Lando. Razem z nim pochowany został jego brat, Benedetto Caliari, również malarz, który pomagał mu przy dekoracji stropu.
Zasypanie na początku XIX wieku kanału Rielo de San Bastian i częściowej rozbiórki niektórych stojących nad nim zabudowań spowodowało utworzenie za kościołem obecnego placu Campazzo San Bastian. Po upadku Rzeczypospolitej Weneckiej w 1797 roku i w następstwie promulgacji dekretów napoleońskich w 1810 roku kościół oraz klasztor zostały zniesione. Kościół później został ponownie otwarty dla kultu, tym razem jako kościół filialny, najpierw kościoła San Trovaso, a następnie kościoła San Raffaele Arcangelo. Klasztor został częściowo rozebrany, po czym w 1856 roku przebudowany. W jego budynku mieści się obecnie Wydział Literatury i Filozofii Uniwersytetu w Wenecji.

### Renowacja malowideł
Malowidła Veronese na przestrzeni wieków poważnie ucierpiały w wyniku obfitych nacieków wody deszczowej z dachu i okien. W związku z tym pojawił się problem ich konserwacji. W ostatnich latach (przed 2013) podjęto restaurację malowideł na sklepieniu i na ścianach osiągając znaczący rezultat, zwłaszcza jeśli chodzi o przywrócenie równowagi kolorystycznej i efektu kompozycyjnego, które z upływem czasu zostały naruszone.

## Architektura
Kościół San Sebastiano odznacza się przejrzystą koncepcją planimetryczno-przestrzenną. Został zbudowany na planie krzyża łacińskiego. Składa się z jednej nawy i przykrytego kopułą prezbiterium.

### Wygląd zewnętrzny

#### Fasada
Fasada kościoła jest zdominowana przez dwie pary kolumn korynckich na każdym poziomie, które wspierają wydatny tympanon z posągami św. Hieronima, św. Katarzyny Aleksandryjskiej i św. Sebastiana pośrodku.

#### Kampanila
Wolno stojąca kampanila została zbudowana pomiędzy 4 marca 1544 a 21 maja 1546 roku również przez Antonia Abbondiego. Pierwotnie była zwieńczona stożkowym hełmem, pokrytym kolorową, glazurowaną dachówką.

## Wnętrze

### Sklepienie nawy
Wnętrze wypełniają malowidła Paola Veronese, zdobiące ściany i sklepienia świątyni. Na szczególną uwagę zasługują trzy obrazy, umieszczone w bogatych, złotych ramach, przedstawiające historię królowej Estery: : Estera przed obliczem króla Achaszwerosza, Koronacja Estery przez Achaszwerosz i Triumf Mardocheusza. Arcydzieła te, wykonane w latach 1555–1556, odznaczają się świeżością, bogatą kolorystyką i efektami perspektywicznymi.
| Historia królowej Estery | Historia królowej Estery             | Historia królowej Estery |
| ------------------------ | ------------------------------------ | ------------------------ |
|                          |                                      |                          |
| Wygnanie Waszti          | Koronacja Estery przez Achaszwerosza | Triumf Mardocheusza      |

### Ściana prawa nawy
Prawą ścianę nawy zdobi szereg fresków Paola Veronese: Święty Sebastian przed Dioklecjanem i Święty Sebastian przeszyty strzałami (w części górnej) oraz Czterej Apostołowie (w części dolnej), pomiędzy freskami części górnej znajdują się ponadto posągi proroków i Sybilli, flankowane skręconymi spiralnie kolumnami.

### Ściana lewa nawy
Na ścianie lewej znajduje się fresk Męczeństwo Świętego Sebastiana Paola Veronese oraz, podobne jak na ścianie przeciwległej, posągi proroków i Sybilli.
| Cykl Męczeństwo Świętego Sebastiana na ścianach bocznych nawy | Cykl Męczeństwo Świętego Sebastiana na ścianach bocznych nawy | Cykl Męczeństwo Świętego Sebastiana na ścianach bocznych nawy |
| ------------------------------------------------------------- | ------------------------------------------------------------- | ------------------------------------------------------------- |
|                                                               |                                                               |                                                               |
| Święty Sebastian przed Dioklecjanem                           | Święty Sebastian przeszyty strzałami                          | Męczeństwo Świętego Sebastiana                                |

### Ściana wewnętrzna fasady
Wystrój ściany wewnętrznej fasady tworzą, podobnie jak ścian bocznych, posągi proroków i Sybilli, flankowane skręconymi spiralnie kolumnami.

### Grobowiec Ludovica Podocathora
Przy prawej ścianie, pomiędzy prezbiterium a I kaplicą znajduje się monumentalny grobowiec Ludovica Podocathora, zmarłego w 1556 roku arcybiskupa Cypru, zrealizowany przez Jacopa Sansovina w latach 1556–1557.

### I Kaplica z prawej strony
W ołtarzu I kaplicy (licząc od prezbiterium) znajduje się obraz Ukrzyżowanie Paola Veronese, namalowany w 1581 roku. Ołtarz flankują umieszczone na ścianach płaskorzeźby Matka Boska Bolesna (ściana prawa) i Chrystus przy kolumnie (ściana lewa), obie dłuta Pietra Baratty.

### II Kaplica z prawej strony
W ołtarzu kaplicy znajduje się rzeźba Madonna z Dzieciątkiem i małym Świętym Janem dłuta Tommasa Lombardiego da Lugano.

### III Kaplica z prawej strony
Ołtarz kaplicy zdobi obraz Błogosławiony Piotr Gambacorta pędzla Federica Bencovicha. Ponad kaplicą znajduje się stiukowa figura Sybilli Erytrejskiej dłuta Girolama Campagni.
Na ścianie za III kaplicą wisi obraz olejny Tycjana Święty Mikołaj z Bari (171x91cm) z 1863 roku.

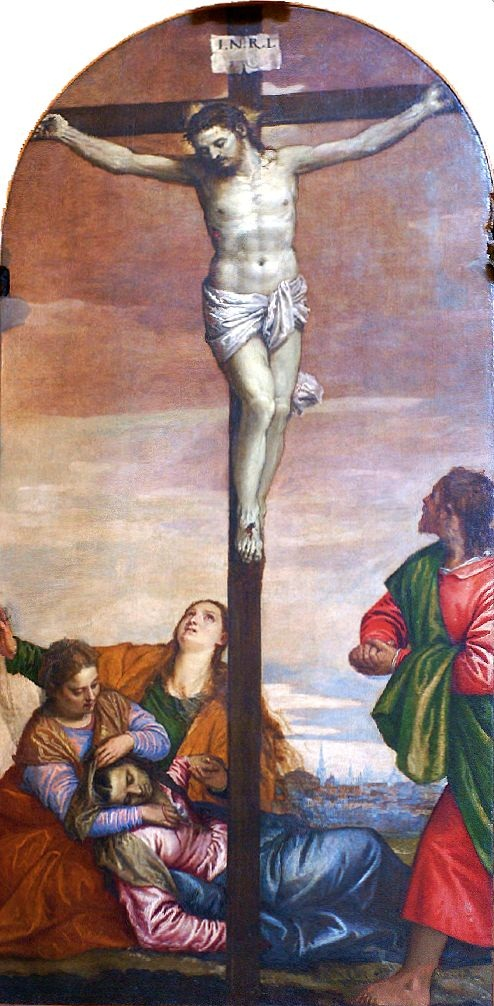
Paolo Veronese, Ukrzyżowanie
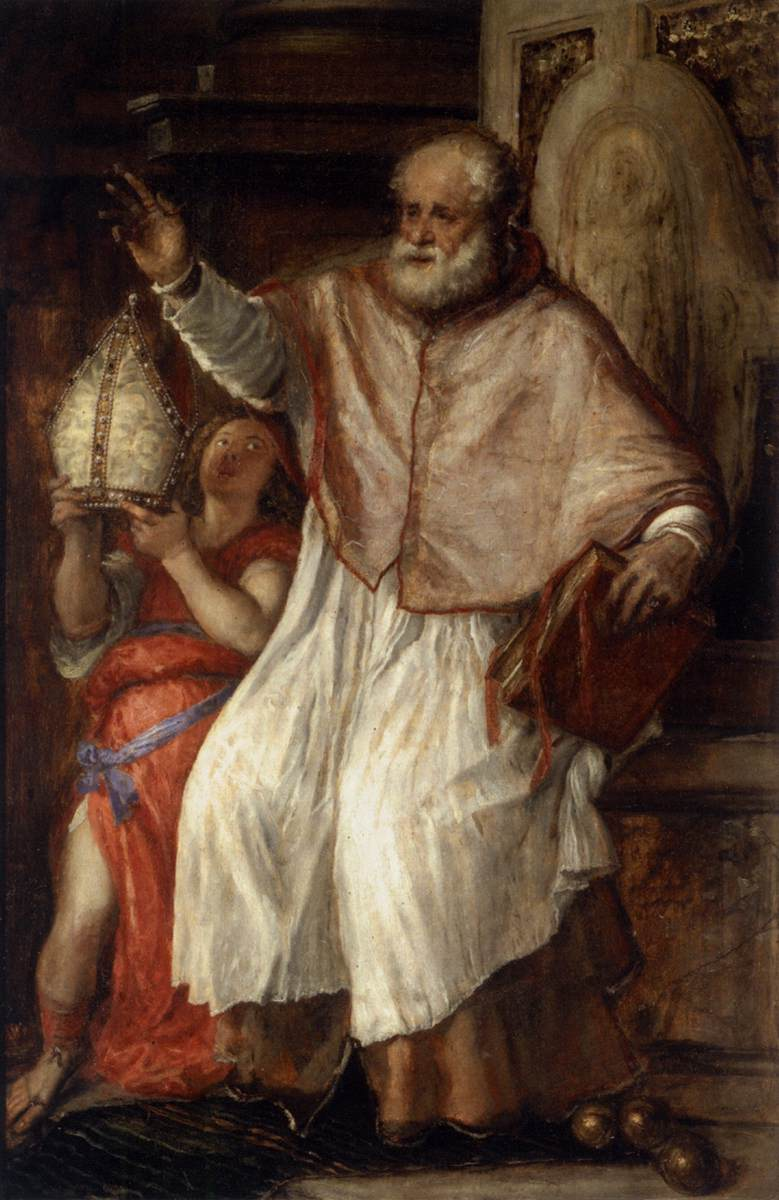
Tycjan, Święty Mikołaj z Bari

### Prezbiterium

#### Ołtarz główny
Obraz w ołtarzu głównym, przedstawiający Madonnę z Dzieciątkiem w glorii, Świętym Sebastianem i innymi świętymi (420x230 cm), został prawdopodobnie namalowany między 1559 a 1561 rokiem na zlecenie Elisabetty Soranzo. Jego strukturę kompozycyjną wyznaczają dwie kolumny, podkreślające pionowość założenia, w którym postacie świętych zostały wpisane w trójkąt: Święci Jan Chrzciciel i Piotr u podstawy i Święty Sebastian u wierzchołka. Veronese ukazał w niezwykły sposób oblicze patrona świątyni, kierującego wzrok ku niebiańskiemu objawieniu, które stanowi Madonna z Dzieciątkiem, otoczona różnymi postaciami aniołów, z których niektóre muzykują, a jeden spogląda w dół podkreślając łączność ze świętymi, pogrążonymi w ekstatycznej kontemplacji.

#### Ściany boczne
W 1565 roku Veronese na ścianach bocznych kościoła namalował dwa obrazy: fresk Święty Marek i Święty Marcelian prowadzeni na męczeńską śmierć (ściana lewa) i obraz olejny Męczeństwo Świętego Sebastiana (ściana prawa). Pierwszy z obrazów ukazuje moment wyprowadzenia dwóch braci, Marka i Marceliana z pałacu pretorianów na męczeńską śmierć i Świętego Sebastiana, który przekonuje ich, by nie wyrzekali się wiary chrześcijańskiej. Odwraca się do nich, wskazując na niebo, aby przypomnieć im o niebiańskiej chwale, która ich czeka. Drugi obraz (355x540 cm) przedstawia Świętego Sebastiana związanego i spoglądającego w górę, oddającego wymownym gestem cześć Bogu. Element architektoniczny widoczny w tle podkreśla kompozycyjny rytm obrazu obramowując postać świętego, otoczonego na pierwszym piętrze licznymi postaciami, ukazanymi w różnych pozach i strojach.

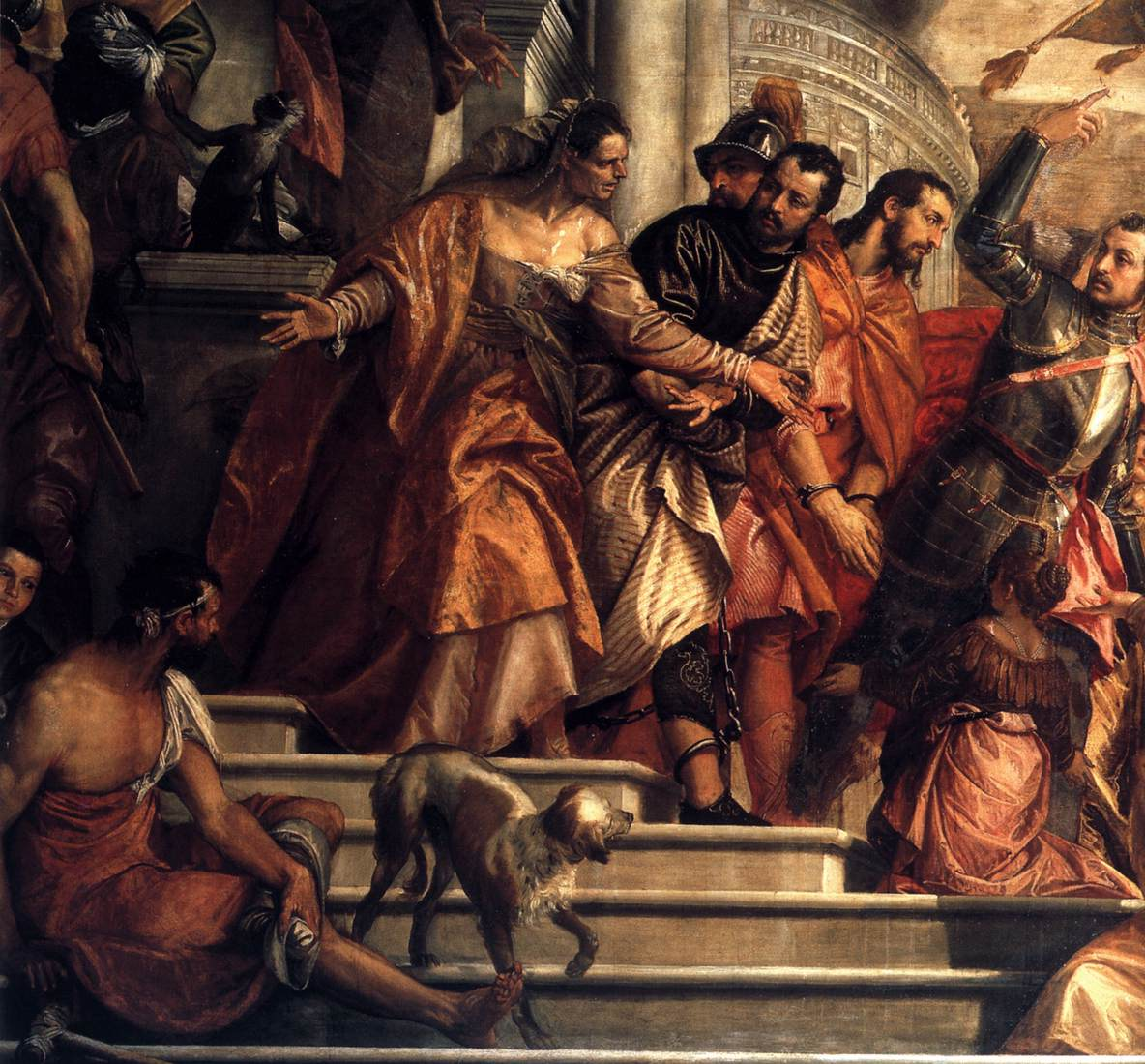
Święty Marek i Święty Marcelian prowadzeni na męczeńską śmierć
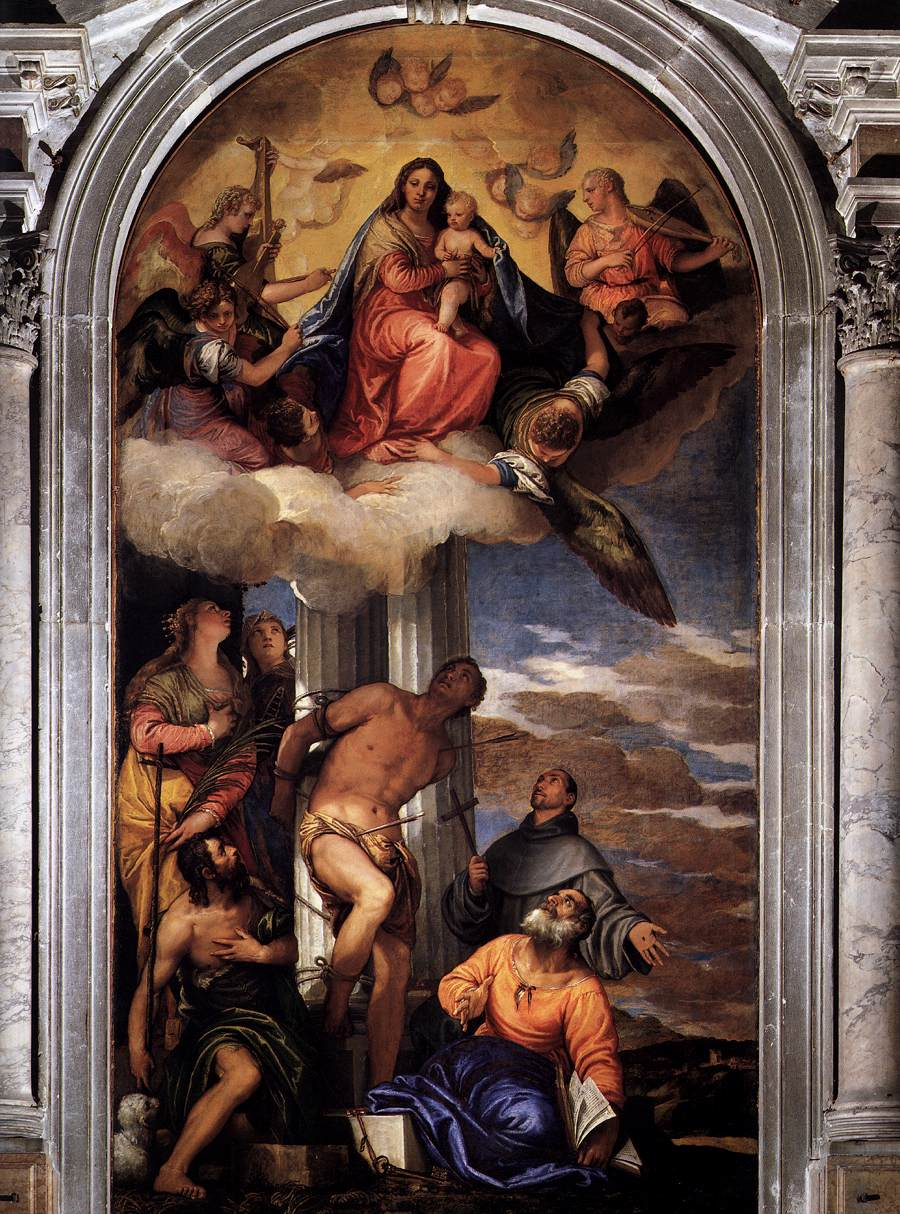
Madonna z Dzieciątkiem w glorii, ze Świętym Sebastianem i innymi świętymi
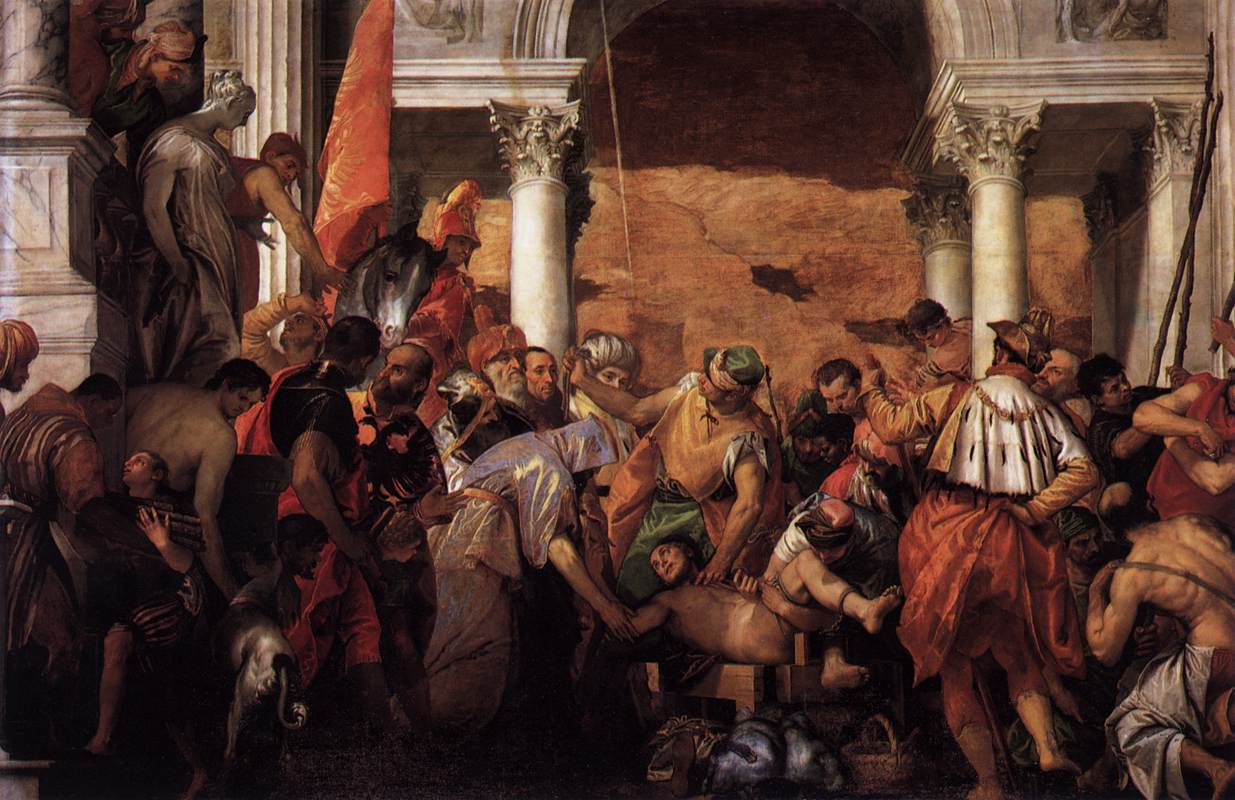
Męczeństwo Świętego Sebastiana

### Zakrystia
W centrum sklepienia znajduje się Koronacja Najświętszej Maryi Panny, pierwszy obraz Veronese namalowany w Wenecji. Dużych rozmiarów płótno (200x170 cm) prezentuje stylistyczne cechy sugerujące styl Correggia, jeśli chodzi o pewną miękkość w ukazaniu powierzchni stykających się z intensywną, boską światłością i wyglądem Maryi. Natomiast blask kolorów, nawet jeśli ledwo migocących na niebieskich i czerwonych szatach, jest już typowy dla Veronese. Dekorację sklepienia uzupełniają rozmieszczone po bokach obrazu centralnego podobizny czterej Ewangelistów, ukazane w powiązanych ze sobą pozach: Świętego Łukasza i Świętego Marka(olej na płótnie, 85x200 cm) oraz Świętego Mateusza i Świętego Jana (85x240cm). Na ścianach znajduje się kilkanaście obrazów, przedstawiających świętych i sceny biblijne: Boże Narodzenie, Przejście przez Morze Czerwone, Sen Jakuba, Modlitwa w Ogrójcu (wszystkie z pracowni Bonifacia de' Pitati), Święty Paweł Pustelnik, Święty Sebastian (nieznanego artysty), Ukrzyżowanie (Domenica Brusasorci), Zmartwychwstanie (Antonia Palmy), Chrzest Chrystusa i Ofiara Izaaka (Martena de Vosa) i inne.
| Obrazy na sklepieniu zakrystii | Obrazy na sklepieniu zakrystii | Obrazy na sklepieniu zakrystii     | Obrazy na sklepieniu zakrystii | Obrazy na sklepieniu zakrystii |
| ------------------------------ | ------------------------------ | ---------------------------------- | ------------------------------ | ------------------------------ |
|                                |                                |                                    |                                |                                |
| Święty Jan                     | Święty Łukasz                  | Koronacja Najświętszej Maryi Panny | Święty Marek                   | Święty Mateusz                 |

### Organy

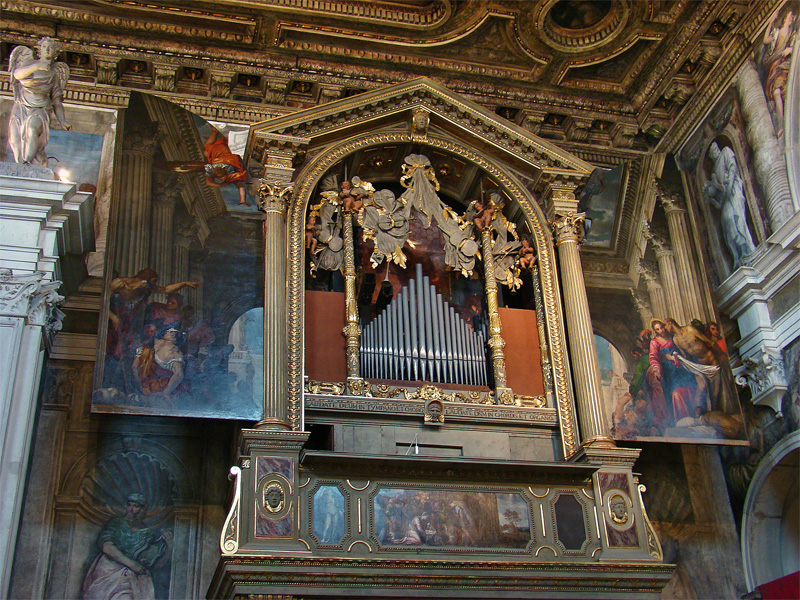
Organy

Organy znajdują się na ścianie lewej, pomiędzy prezbiterium a I kaplicą. Zostały zbudowane w latach 1558–1560. Zamykane są drzwiczkami, ozdobionymi malowidłami Paola Veronese: Ofiarowanie Pańskie (drzwiczki zamknięte), i Sadzawka Owcza (drzwiczki otwarte). Obok znajduje się popiersie Paola Veronese dłuta Mattea Cornera (1588), a w posadzce przed kaplicą – płyta nagrobna Paola Veronese.

### I Kaplica z lewej strony
I Kaplica z lewej strony (licząc od prezbiterium) nosi nazwę Grimani. Jej sklepienie zdobią freski pędzla Andrei Schiavone: Modlitwa w Ogrójcu, Pocałunek Judasza  i Złożenie do grobu. W ołtarzu znajduje się obraz Paola Veronese Madonna z Dzieciątkiem, Świętą Katarzyną i Świętym Antonim (1578). Ołtarz flankują posągi dłuta Alessandra Vittorii: Święty Marek (z prawej strony) i Święty Antoni (z lewej). Na lewej ścianie znajduje się popiersie Marcantonia Grimaniego.

### II Kaplica z lewej strony
W ołtarzu kaplicy znajduje się płótno pędzla Benedetta Caliari Chrzest Chrystusa.

### III Kaplica z lewej strony
W ołtarzu tej kaplicy, zwanej kaplicą Pellegrini, znajduje się płótno pędzla Andrei Schiavone Chrystus w Emaus. Dwa niewielkie, owalne obrazy tego samego artysty, przedstawiające Cnoty, zdobią strop kaplicy.